# François-Joseph Gossec
François-Joseph Gossec (født 17. januar 1734, død 16. februar 1829) var en belgisk komponist.
Uagtet Gossecs værker, der var talrige og omfattede omtrent alle musikkens genrer, gik i glemme til dels endnu inden hans død, og uagtet han ikke var nogen genial kunstner, fortjener Gossecs  gerning at mindes for den betydelige musikhistorie interesse, der knytter sig dertil, og hans personlighed for den flid og energi, hvormed han udviklede sin store musikbegavelse og kæmpede sig frem til en højt anset stilling i datidens fr. musikliv.  
Gossec var født i en bondefamilie og måtte som dreng vogte kvæg; tidlig gjorde imidlertid hans lyst til musikken sig gældende, og han kom til Paris, hvor Rameau blev hans lærer og senere skaffede ham ansættelse som dirigent i generalforpagteren La Pouplienières kapel. For dette skrev Gossec, der tidlig var optaget af tanken om at hæve den fr. Instrumentalmusik, sin første symfoni (1754), 5 år før Haydn komponerede sin første for det Morzinske kapel. Gossec har således været med blandt dem, der allertidligst var virksomme på dette betydningsfulde musikfelt.  
Også på kammermusikkens område var Gossec en fremskridtsmand. 1759 lod han sine første strygekvartetter opføre, kun få år efter Haydns ældste. 1762 blev Gossec kapelmester hos grev Conti og steg stadig i anseelse, idet han blev leder af Concerts des Amateurs (1770) og Concerts spirituels (1773), direktør ved den store opera (Académie de musique, 1780—82), og endelig generaldirektør og organisator af École royale de chant og inspektør ved det 1795 oprettede Conservatoire de musique. Gossec, der endvidere var Medlem af Akademiet, trak sig først 1815 tilbage fra offentlig virksomhed.  
Foruden instrumentalværker (derunder ca. 30 Symfonier) skrev Gossec en række operaer, der til dels havde stort sceneheld; to af dem er republikanske festspil, Offrande à la patrie (1792) og Le champ de Grand-Pré (1793), i hvilke Gossec på virkningsfuld kunstnerisk vis udnyttede Marseillaisen. I det hele var Gossec ivrig republikaner og »så at sige republikkens officielle komponist«, der forsynede alle revolutionens store fester med musik. Blandt disse hymner og kantater (Chant du 14. Juillet, Messe des morts, A la divinité, A l’étre supréme, Serment républicain etc.) skal nogle af Gossecs værdifuldeste kompositioner findes. 